# 卢永祥旧居
卢永祥旧居是中华民国国民革命军陆军第十师师、松沪护军使、浙江都督、皖系军阀代表人物之一卢永祥在天津的故居，始建于1920年，坐落于原天津法租界的丰领事路（Rue Fontanier）（今和平区赤峰道130号），曾为一般保护等级历史风貌建筑。现已拆除。

## 建筑
卢永祥旧居为三幢主要建筑物组成的庭院式建筑，其中，主楼为三层楼房，主楼旁还设有“新楼”和“旧楼”的两座楼房，新楼旁边设有一座花坛，楼外设有一个球场。